# Фурен
Фу́рен (болг. Фурен) — село у Врачанській області Болгарії. Входить до складу общини Криводол.

## Населення
За даними перепису населення 2011 року у селі проживала 251 особа.
Національний склад населення села:
| Національність   | Кількість осіб | Відсоток |
| ---------------- | -------------- | -------- |
| болгари          | 205            | 98,1%    |
| турки            | 0              | 0%       |
| не визначились   | 3              | 1,4%     |
| Всього відповіли | 209            |          |

Розподіл населення за віком у 2011 році:
Динаміка населення: